# Compressibilitat
La compressibilitat és una propietat de la matèria per la qual tots els cossos disminueixen de volum en sotmetre'ls a una pressió o compressió determinada mantenint constants altres paràmetres.

## Compressibilitat en sòlids, líquids i gasos
Els sòlids a nivell molecular són molt difícils de comprimir, ja que les molècules que tenen els sòlids estan molt unides i a poc espai lliure entre elles perquè se les pugui apropar sense que apareguin forces de repulsió fortes. Això contrasta amb els gasos els quals tenen les seves molècules molt separades i que, en general, són molt compressibles. Els líquids són també força difícils de comprimir, encara que ho són més que no pas els sòlids.

## Compressibilitat en termodinàmica
En termodinàmica es defineix la compressibilitat d'un sistema termodinàmic com el canvi relatiu de volum enfront d'una variació de pressió. Es distingeix entre compressibilitat isoterma i compressibilitat adiabàtica.

### Compressibilitat isoterma
És una mesura de la compressibilitat d'un cos o sistema quan se sotmet a una transformació quasi estàtica de pressió mentre que la seva temperatura es manté constant i uniforme.

### Compressibilitat adiabàtica
És una mesura de la compressibilitat d'un cos o sistema termodinàmic quan se sotmet a una transformació quasi estàtica de pressió en condicions d'aïllament tèrmic perfecte.
En un procés adiabàtic de variació de pressió, el cos experimentarà algun canvi de temperatura.